# Allsvenskan i handboll för herrar 1978/1979
Allsvenskan i handboll 1978/1979 vanns av IK Heim, men HK Drott vann SM-slutspelet och blev svenska mästare. Lag 1-4 gick till SM-slutspel. Lag 10-11 fick spela nerflyttningskval, medan lag 12 flyttades ner till Division II.

## Slutställning
| Nr | Lag                 | S  | V  | O | F  | GM  | IM  | MS   | P  |
| -- | ------------------- | -- | -- | - | -- | --- | --- | ---- | -- |
| 1  | IK Heim             | 22 | 18 | 0 | 4  | 555 | 464 | +91  | 36 |
| 2  | Ystads IF           | 22 | 15 | 2 | 5  | 500 | 408 | +92  | 32 |
| 3  | Lugi HF             | 22 | 14 | 2 | 6  | 478 | 423 | +55  | 30 |
| 4  | HK Drott (RM)       | 22 | 14 | 1 | 7  | 530 | 466 | +64  | 29 |
| 5  | IFK Kristianstad    | 22 | 14 | 1 | 7  | 501 | 442 | +59  | 29 |
| 6  | Redbergslids IK (U) | 22 | 11 | 1 | 10 | 452 | 457 | −5   | 23 |
| 7  | Vikingarnas IF      | 22 | 9  | 3 | 10 | 448 | 454 | −6   | 21 |
| 8  | SoIK Hellas         | 22 | 9  | 1 | 12 | 433 | 453 | −20  | 19 |
| 9  | IF Guif             | 22 | 9  | 1 | 12 | 466 | 522 | −56  | 19 |
| 10 | AIK                 | 22 | 4  | 2 | 16 | 422 | 500 | −78  | 10 |
| 11 | HF Olympia          | 22 | 2  | 4 | 16 | 426 | 487 | −61  | 8  |
| 12 | Kiruna AIF (U)      | 22 | 2  | 4 | 16 | 416 | 551 | −135 | 8  |

## SM-slutspel

### Semifinaler
- HK Drott–IK Heim 23–21, 24–25, 18–16 (HK Drott vidare)
- LUGI–Ystads IF 12–12, 18–18, 15–16 (e.förl.) (Ystads IF vidare)

### Finaler
- HK Drott–Ystads IF 17–16, 19–19 (HK Drott svenska mästare)

## Skytteligan
|   | Spelare            | Lag              | Antal mål |
| - | ------------------ | ---------------- | --------- |
| 1 | Bo Johansson       | HF Olympia       | 161       |
| 2 | Stig Sánta         | Redbergslids IK  | 156       |
| 3 | Lars-Göran Jönsson | IFK Kristianstad | 132       |
| 4 | Bo Ahlberg         | IFK Kristianstad | 129       |
| 5 | Lars Eriksson      | Ystads IF        | 124       |

- Källa: [1]